# Lenze Koopmans
Lenze of Lense Koopmans (Oosterwolde, 17 juni 1943 – Sondel, 30 oktober 2015) was een Nederlandse hoogleraar en bedrijfscommissaris.

## Biografie
Koopmans studeerde aan de Rijksuniversiteit Groningen rechten. Koopmans behaalde zijn doctoraal rechtsgeleerdheid in 1965.
In 1968 promoveerde hij bij prof. dr. Jan Pen te Groningen op het proefschrift De beslissingen over de rijksbegroting. Het proefschrift was een van de weinige proefschriften waar ooit een tweede druk (1970) van werd uitgegeven.
Koopmans werkte van 1969 tot 1972 als inspecteur der Rijksfinanciën op het ministerie van Financiën.
In 1971 publiceerde hij een standaardwerk over overheidsfinanciën, dat in het jaar van zijn overlijden de 14e druk beleefde.
In 1972 werd hij op 28-jarige leeftijd, als de jongste ooit, hoogleraar openbare financiën aan de latere Erasmus Universiteit.
Drie jaar later stopte Koopmans als hoogleraar en keerde hij terug naar het ministerie van Financiën. Hij werkte daar van 1975 tot 1978 als plaatsvervangend directeur-generaal Rijksbegroting.
Koopmans werd, in 1978, door oud-minister Berend Jan Udink, destijds voorzitter van de raad van bestuur van OGEM, aangetrokken als lid van de raad van bestuur, belast met financiële zaken. Hier introduceerde hij de sterfhuisconstructie, door relatief gezonde en levensvatbare onderdelen af te splitsen van de bedrijfsonderdelen die niet meer te redden waren. Laatstgenoemde onderdelen bleven achter in de oorspronkelijke onderneming, het 'sterfhuis'. De winstgevende activiteiten werden ondergebracht bij een nieuwe moedermaatschappij, in dit geval TBI (Techniek Bouw en Industrie), waarin ze konden blijven voortbestaan. De oorspronkelijke onderneming werd vervolgens failliet verklaard en geliquideerd.
In 1993 inaugureerde hij als hoogleraar gezondheidszorg aan de Rijksuniversiteit in Groningen met de rede Gezondheidszorg en de economische wetenschap.
In mei 1994 trad Koopmans op eigen verzoek af bij TBI. Na zijn vertrek bij TBI nam hij plaats in het bestuur van Stichting TBI en bekleedde hij vele commissarisfuncties. Van 2007 tot 2013 was hij onder meer voorzitter van de raad van commissarissen van de Rabobank.
Hij overleed op 30 oktober 2015 op 72-jarige leeftijd na een langdurige ziekte.

## Privé
Koopmans was een zoon van Johannes Koopmans en Johanna Bouwer. Uit zijn eerste huwelijk had hij twee dochters. Hij trouwde in 1984 met Constance Serline Rosenberg Polak, tolk-vertaalster. Dit huwelijk hield slechts kort stand. In de twintig jaren daarna woonde hij tot zijn overlijden samen en kreeg hij uit deze relatie nog een zoon.

## Trivia
- Koopmans had een voorliefde voor Porsches, "de enige luxe die hij zich permitteerde". Tijdens zijn OGEM-periode en daarna verplaatste hij zich in een Daimler. Toen hij met pensioen ging, werd deze ingeruild voor een Porsche. Aangesproken op zijn Porsche bitste Koopmans terug dat hij slechts een huis had, een auto en geen boot.

## Uitspraak
- De cyclus van CEO's, van hero to zero, is doorgaans kort.